# Jamie Anne Allman
Jamie Anne Allman (* 6. April 1977 in Parsons, Kansas als Jamie Anne Brown) ist eine US-amerikanische Schauspielerin. Bekanntheit erlangte sie vor allem durch ihre Rolle Terry Marek aus der Serie The Killing.

## Leben und Karriere
Jamie Anne Allman wuchs auf einer Farm im US-Bundesstaat Kansas auf. Sie besuchte in Chetopa die Grundschule und anschließend die Labette County High School. Nach dem Schulabschluss besuchte sie zwei Jahre lang das Labette Community College in ihrer Geburtsstadt Parsons, bevor sie zusammen mit ihrer Mutter und weiteren Verwandten ins Orange County nach Kalifornien zog. Von ihrer Mutter ermutigt nahm sie Schauspielunterricht am Playhouse West in Los Angeles.
Allman übernahm 1999 mit einem Auftritt im Film Fashionably L.A. ihre erste Rolle vor der Kamera. Bald darauf folgten Gastauftritte in den Serien Auf der Flucht, Practice – Die Anwälte, New York Cops – NYPD Blue, Boston Public, Six Feet Under – Gestorben wird immer, The Guardian – Retter mit Herz, CSI: Miami, Cold Case – Kein Opfer ist je vergessen und CSI: Vegas. Von 2002 bis 2003 trat sie wiederkehrend als Connie Riesler in der Serie The Shield – Gesetz der Gewalt auf. 2004 trat sie als Martha Shaw in einer Nebenrolle im Liebesfilm Wie ein einziger Tag auf. 2008 stellte sie im Splatterfilm Cabin Massacre die Hauptrolle der Scarlet.
Von 2011 bis 2012 gehörte Allman in der Rolle der Terry Marek zur Hauptbesetzung der beiden ersten Staffeln der Krimiserie The Killing. Anschließend trat sie in den Serien Bones – Die Knochenjägerin, Chicago P.D., Longmire, S.W.A.T. und Criminal Minds auf. 2018 übernahm sie in der Rolle einer Reporterin eine kleine Rolle im Film Aufbruch zum Mond. Nach kleinen Nebenrollen in Preacher und Z: The Beginning of Everything war Allman 2019 in der Rolle der Elizabeth Clayton in Bosch zu sehen.

## Persönliches
Jamie Anne Allman heiratete 2006 den Schauspieler Marshall Allman und nahm dessen Familiennamen an. 2013 wurden sie Eltern von männlichen Zwillingen. 2014 wurde das dritte gemeinsame Kind, eine Tochter, geboren.

## Filmografie (Auswahl)
- 1999: Fashionably L.A.
- 2000: Auf der Flucht (The Fugitive, Fernsehserie, 2 Episoden)
- 2001: Practice – Die Anwälte (Practice, Fernsehserie, 2 Episoden)
- 2001: New York Cops – NYPD Blue (NYPD Blue, Fernsehserie, Episode 8x19)
- 2001: It Is What It Is
- 2001: Boston Public (Fernsehserie, Episode 2x05)
- 2002: Six Feet Under – Gestorben wird immer (Six Feet Under, Fernsehserie, Episode 2x05)
- 2002: The Guardian – Retter mit Herz (The Guardian, Fernsehserie, 3 Episoden)
- 2002: CSI: Miami (Fernsehserie, Episode )
- 2002–2003: The Shield – Gesetz der Gewalt (The Shield, Fernsehserie, 7 Episoden)
- 2002–2003: Fastlane (Fernsehserie, Episode 1x04)
- 2003: Lady Cops – Knallhart weiblich (The Division, Fernsehserie, Episode 3x19)
- 2003: Cold Case – Kein Opfer ist je vergessen (Cold Case, Fernsehserie, Episode 1x02)
- 2004: CSI: Vegas (CSI: Crime Scene Investigation, Fernsehserie, Episode 4x14)
- 2004: Wie ein einziger Tag (The Notebook)
- 2004: Century City (Fernsehserie, Episode 1x09)
- 2005: Automatic
- 2006: Steel City
- 2006: Monk (Fernsehserie, Episode 4x13)
- 2006: Danny Roane: First Time Director
- 2006: Close to Home (Fernsehserie, Episode 1x21)
- 2007: K-Ville (Fernsehserie, Episode 1x01)
- 2007: Prey 4 Me
- 2008: Prairie Fever
- 2008: Cabin Massacre (Farm House)
- 2009: The Closer (Fernsehserie, Episode 4x15)
- 2009: Saving Grace (Fernsehserie, Episode 3x10)
- 2009: The Donner Party
- 2011: The Last Rites of Joe May
- 2011: Covert Affairs (Fernsehserie, Episode 2x14)
- 2011–2012: The Killing (Fernsehserie, 26 Episoden)
- 2012: Any Day Now
- 2014: Bones – Die Knochenjägerin (Bones, Fernsehserie, Episode 9x13)
- 2015: Chicago P.D. (Fernsehserie, Episode 2x23)
- 2015–2017: Z: The Beginning of Everything (Fernsehserie, 4 Episoden)
- 2016: The Salton Sea
- 2016: Preacher (Fernsehserie, 6 Episoden)
- 2016: Six LA Love Stories
- 2016: Longmire (Fernsehserie, 2 Episoden)
- 2018: S.W.A.T. (Fernsehserie, Episode 1x12)
- 2018: The Arrangement (Fernsehserie, 2 Episoden)
- 2018: Aufbruch zum Mond (First Man)
- 2019: Criminal Minds (Fernsehserie, Episode 14x14)
- 2019–2020: Bosch (Fernsehserie, 12 Episoden)
- 2020: All Rise – Die Richterin (All Rise, Fernsehserie, Episode 1x20)
- 2022: Candy: Tod in Texas (Candy, Fernsehserie, 4 Episoden)
- 2023: Wayward